# Villaines-les-Prévôtes
 Villaines-les-Prévôtes  là một xã thuộc tỉnh Côte-d’Or trong vùng Bourgogne-Franche-Comté miền đông nước Pháp.